# 6246 Komurotoru
6246 Komurotoru è un asteroide della fascia principale. Scoperto nel 1990, presenta un'orbita caratterizzata da un semiasse maggiore pari a 2,4491559 UA e da un'eccentricità di 0,2920072, inclinata di 24,42202° rispetto all'eclittica.